# マウレン・マギ
マウレン・イーガ・マギ（Maurren Higa Maggi、1976年6月25日 - ）は、ブラジルの女子陸上競技選手。2008年北京オリンピック女子走幅跳の金メダリストである。サンパウロ州サンカルロス出身。

## 経歴
マギは、走幅跳、100mハードルを専門とする選手である。1997年に、南米選手権の走幅跳を制し、100mハードルでは2位となる。1999年の南米選手権では、この両種目で2冠を達成。このときの走幅跳の優勝記録7m26は現在でも南米レコードとなっている。また、同年のパンアメリカン競技大会でも走幅跳で優勝し、100mハードルでも2位となっている。しかし、8月に行われた世界選手権は走幅跳で6m68で8位、100mハードルは二次予選で敗退した。
2000年に初めて出場したオリンピックでは走幅跳に出場したが、けがのため6m35しか跳べず予選敗退となった。しかし、2001年の南米選手権では2年前と同じく2冠を達成。このときの100mハードルの優勝記録12秒71は現在でも南米レコードとなっている。また、同年のユニバーシアードでも走幅跳で金、100mハードルで銀メダルを獲得した。
また、このほかにも2000年、2002年のイベロ・アメリカン選手権の走幅跳で2連覇。2003年の世界室内陸上選手権の走幅跳で銅メダルを獲得。同年には三段跳で14m53の南米新記録を樹立した。
ところが、2003年6月に行われたドーピングテストで、マギから筋肉増強剤が検出された。マギは治療用の軟膏によるものと主張したが、国際陸連はマギに対し2年間の出場停止を言い渡した。しかし、マギはこの間に、FIドライバーのアントニオ・ピッツォニアと結婚し妊娠。2004年12月には娘を出産した。
出場停止が解け、マギは2006年から競技に復帰。2006年の南米選手権、2007年のパンアメリカン競技大会の走幅跳と連勝。同年の大阪の世界選手権では6位に終わったものの、2008年の世界室内選手権では6m89の室内南米新記録で銀メダルを獲得した。
2008年には2大会ぶりとなる北京オリンピックに出場。1回目に7m04の跳躍を行いトップに立つと、この記録に追いつく選手はおらず、最終跳躍で、前回アテネ大会の金メダリストのロシアのタチアナ・レベデワに7m03と1cmまで追い上げられたものの、マギの金メダルが確定した。

## 自己ベスト
- 100mハードル - 12秒71　(2001年5月19日)
- 走幅跳 - 7m26　(1999年6月26日)
- 三段跳 - 14m53　(2003年4月27日)

## 主な実績
| 年   | 大会                     | 場所                             | 種目         | 結果   | 記録         |
| ---- | ------------------------ | -------------------------------- | ------------ | ------ | ------------ |
| 1997 | 南米選手権               | マル・デル・プラタ(アルゼンチン) | 100mハードル | 2位    | 13秒65       |
| 1997 | 南米選手権               | マル・デル・プラタ(アルゼンチン) | 走幅跳       | 1位    | 6m54         |
| 1999 | 南米選手権               | サンタフェデボゴタ(コロンビア)   | 100mハードル | 1位    | 13秒05       |
| 1999 | 南米選手権               | サンタフェデボゴタ(コロンビア)   | 走幅跳       | 1位    | 7m26         |
| 1999 | ユニバーシアード         | パルマ(スペイン)                 | 走幅跳       | 3位    | 6m58         |
| 1999 | パンアメリカン競技大会   | ウィニペグ(カナダ)               | 100mハードル | 2位    | 12秒86       |
| 1999 | パンアメリカン競技大会   | ウィニペグ(カナダ)               | 走幅跳       | 1位    | 6m59         |
| 1999 | 世界陸上選手権           | セビリヤ(スペイン)               | 100mハードル | 7位    | 13秒10（qf） |
| 1999 | 世界陸上選手権           | セビリヤ(スペイン)               | 走幅跳       | 8位    | 6m68         |
| 2000 | オリンピック             | シドニー(オーストラリア)         | 走幅跳       | 25位   | 6m35         |
| 2001 | 南米選手権               | マナウス(ブラジル)               | 100mハードル | 1位    | 12秒71       |
| 2001 | 南米選手権               | マナウス(ブラジル)               | 走幅跳       | 1位    | 6m69         |
| 2001 | 世界陸上選手権           | エドモントン(カナダ)             | 100mハードル | 5位    | 13秒16       |
| 2001 | 世界陸上選手権           | エドモントン(カナダ)             | 走幅跳       | 7位    | 6m73         |
| 2001 | ユニバーシアード         | 北京(中国)                       | 100mハードル | 2位    | 13秒13       |
| 2001 | ユニバーシアード         | 北京(中国)                       | 走幅跳       | 1位    | 6m83         |
| 2002 | IAAFグランプリファイナル | パリ(フランス)                   | 走幅跳       | 1位    | 7m02         |
| 2002 | IAAF陸上ワールドカップ   | マドリッド(スペイン)             | 走幅跳       | 2位    | 6m81         |
| 2003 | 世界室内陸上選手権       | バーミンガム(イギリス)           | 走幅跳       | 3位    | 6m70         |
| 2006 | 南米選手権               | トゥンハ(コロンビア)             | 走幅跳       | 1位    | 6m86         |
| 2007 | パンアメリカン競技大会   | リオデジャネイロ(ブラジル)       | 走幅跳       | 1位    | 6m84         |
| 2007 | 世界陸上選手権           | 大阪(日本)                       | 走幅跳       | 6位    | 6m80         |
| 2007 | 世界陸上選手権           | 大阪(日本)                       | 三段跳       | -（q） | DNS          |
| 2008 | 世界室内陸上選手権       | バレンシア(スペイン)             | 走幅跳       | 2位    | 6m89         |
| 2008 | オリンピック             | 北京(中国)                       | 走幅跳       | 1位    | 7m04         |

- qfは2次予選、qは予選